# Hydrovatus crassulus
Hydrovatus crassulus är en skalbaggsart som beskrevs av Sharp 1882. Hydrovatus crassulus ingår i släktet Hydrovatus och familjen dykare. Inga underarter finns listade i Catalogue of Life.